# Jorge Santini Padilla
Jorge Santini Padilla (San Juan, 11 de març de 1960) és un advocat i polític porto-riqueny, alcalde de San Juan durant tres mandats consecutius, de 2001 a 2014, i senador de 1997 fins a 2001.
El 1982 va obtenir la seva llicenciatura amb honors de la Universitat de Puerto Rico, Recinte de Río Piedras. Santini es va casar amb Irma Garriga el 23 d'agost de 1986 i tenen tres fills. El 1987 es va graduar a la Facultat de Dret de la Universitat Interamericana. Va presidir l'Associació de Fiscals de la Facultat de Dret de la Universitat Interamericana de Puerto Rico. Santini es va convertir en soci de la firma d'advocats de Miranda Cárdenas i Córdova on es va especialitzar en judicis per mala praxi mèdica.
Va iniciar el seu servei públic el 1993, durant el mandat del governador Pedro Rosselló, Santini va ser designat com el seu ajudant en les àrees de Salut, Benestar Social i Contractació, a més de servir com a assistent legal del Governador.

## Senador i alcalde de San Juan
El 1996, Santini va començar una carrera política amb el Partit Nou Progressista (PNP). Va ser elegit al Senat de Puerto Rico a les eleccions generals de 1996, representant el districte de San Juan.
Santini va entrar a la cursa per alcalde de Sant Joan el 1999 contra el President del Senat Charlie Rodriguez a qui va guanyar en les primàries del PNP. Es va enfrontar al candidat de Partit Popular Democràtic Eduardo Bhatia en les eleccions del 2000 i també a les de 2004 derrotant Bhatia per segona vegada.
El 2007, Jorge Santini va ser elegit per un tercer termini Alcalde de San Juan però va ser derrotat en les següents eleccions de 2012 per Carmen Yulin Cruz del Partit Popular Democràtic, deixant el càrrec el 14 de gener de 2013.